# 乔纳森·普鲁伊特
乔纳森·N·普鲁伊特（英語：Jonathan Neal Pruitt，1985年12月11日—）是一位美国行为生态学家，麥馬士達大學教授，专攻真社会性蜘蛛。